# Kadmijev sulfid
Kadmijev sulfid je anorganski spoj kemijske formule CdS. Kadmijev sulfid je žuta krutina. U prirodi se javlja s dvije različite kristalne strukture kao rijetki minerali grinokit i havlejit, ali je više zastupljen kao supstituent nečistoća u slično strukturiranim cinkovim rudama sfaleritom i vurcitom, koji su glavni gospodarski izvori kadmija. Kao kemijski spoj koji se lako izdvaja i pročišćava, glavni je izvor kadmija za sve tržišne primjene. Njegova živopisna žuta boja dovela je do usvajanja kao pigmenta za žutu boju kadmijevo žutilo u 18. stoljeću.
Kadmijev sulfid služi kao slikarska boja (kadmijevo žutilo). Kadmijev oksid, sulfid, selenid i telurid služe kao fosforescenti u televizijskim i radarskim sustavima, a zbog dobrih fotoelektričnih svojstava i u poluvodičkoj elektronici.

## Kadmijeva žuta ili kadmijevo žutilo
Kadmijev sulfid pojavljuje se u prirodi, ali nema svojstva pigmenata. Takva svojstva poprima, međutim, sintetski kadmijev sulfid, poznat kao kadmijeva žuta ili kadmijevo žutilo. Vrlo je lijepe zlatnožute boje, a može se pripraviti i u nijansama od svijetlozelenkastožute (miješani kristali s cinkovim sulfidom) do svijetlonarančaste, što ovisi o primjesama i o metodi priprave.
Obojenost kadmijevih pigmenata obuhvata široku skalu od svijetložutih (limun žuta) do narančastih nijansi (boje suncokretovog cvijeta i mat narandžasta). Podnosi se sa svim pigmentima i vezivnim sredstvima. Postojana je prema svjetlosti i alkalijama, ali pokazuje izuzetnu neotpornost u kiseloj sredini. Dobro pokriva. Osušeni premaz uljane boje je otporan i čvrst. Koristi se u svim slikarskim tehnikama osim za slikanje fresaka jer mijenja obojenost, pobijeli pod utjecajem alkalnosti vapna jer je on prijenosnik ugljične kiseline koja s njim gradi bijeli kadmijev karbonat.

### Kadmijevi pigmenti
Kadmijevi pigmenti imaju za osnovu žuti kadmijev sulfid CdS. Taj kemijski spoj tvori i miješane kristale, pa u njegovoj kristalnoj rešetki dio iona može biti zamijenjen drugima, kemijski sličnim ionima. To su ioni žive i cinka umjesto kadmija, a selenidi umjesto sulfida. Tako se djelomičnom zamjenom mijenja i žuta boja kadmijevog sulfida. Prisutnost cinka daje žutoj boji zelenkasti ton, a s povećanjem udjela žive i selenija žuta se boja mijenja od narančaste u crvenu, pa i u tamnocrvenu boju.

## Slike
- Kadmijeva žuta ili kadmijevo žutilo
- Kadmijeva narančasta
- Kadmijeva crvena ili kadmijevo crvenilo

## Vanjske poveznice
|  | Zajednički poslužitelj ima još gradiva o temi Kadmijev sulfid |